# Lafferty-Morde
Die „Brüder Lafferty“, Ron und Dan Lafferty, waren Mitglieder einer sehr kleinen Gruppe polygamistischer Mormonen. Im Juli 1984 ermordeten sie, nach eigenen Angaben aufgrund einer „Offenbarung“, ihre Schwägerin (die Ehefrau ihres jüngsten Bruders Allen) Brenda Wright Lafferty sowie deren drei Jahre alte Tochter Erica.

## Vorgeschichte
Dan Lafferty war ein Sohn des Chiropraktikers Warren Lafferty, eines Anhängers der Kirche Jesu Christi der Heiligen der Letzten Tage (Mormonenkirche). Warren Lafferty war cholerisch und gewalttätig. Dan wurde in Kalifornien zum Chiropraktiker ausgebildet, um in der Praxis seines Vaters mitarbeiten zu können. Dabei geriet er zum ersten Mal mit dem Gesetz in Konflikt, weil er sein Studium weitgehend mit dem Verkauf von seiner Familie hergestellten Sandwiches finanzierte, jedoch ohne die hierfür erforderlichen Steuern zu zahlen und Genehmigungen einzuholen. Während ihr Vater von der Mormonenkirche auf eine zweijährige Missionsreise geschickt wurde, übernahmen Dan und sein jüngerer Bruder Mark die Praxis. Sie begannen, mit ihren anderen Brüdern in den Behandlungspausen ausführlich über die mormonische Religion und ihre politischen Konsequenzen zu diskutieren. Nachdem er den Peace Maker, eine Schrift mit unbekanntem Verfasser aus den 1840er Jahren, die die Polygamie legitimiert, gelesen hatte, wollte er selbst polygam leben. In der Folgezeit gab er seine staatlichen Dokumente wie Führerschein und Sozialversicherungskarte zurück, hielt sich nicht mehr an Geschwindigkeitsbeschränkungen und zahlte beim Einkaufen keine Umsatzsteuer mehr, auch wenn dies zu Auseinandersetzungen mit den Kassiererinnen führte. Er kandidierte für das Amt des Sheriffs von Utah County und wollte in diesem Amt die Tätigkeiten auf das Notwendigste beschränken und den Vorrang des Gewohnheitsrechts wiedereinführen. Auch die „Blutsühne“, eine Bestrafung bestimmter Delikte durch Tötung des Täters, die Joseph Smith und Brigham Young forderten, wollte er wiedereinführen. Nach einer Diskussionsveranstaltung wurde er bei einer Verkehrskontrolle angehalten, weil er die Zusammenarbeit verweigerte, wurde er zu 30 Tagen Haft verurteilt. Nach seiner Haftentlassung begann Dan, mit den anderen Brüdern zu diskutieren und sie von seinen fundamentalistischen Ansichten zu überzeugen. Sein ältester Bruder Ron leistete ihm zunächst in den Diskussionen Widerstand, ließ sich aber von ihm umstimmen. Anschließend begann auch er mit der Verweigerung von Steuern und amtlichen Dokumenten.
Die Ehefrauen der Lafferty-Brüder ließen sich ihre Benachteiligungen, die im Peace Maker von ihnen verlangt wurden, gefallen. Die einzige Ausnahme war die Frau des jüngsten Bruders Allen, Brenda Wright Lafferty. Diese wollte Fernsehjournalistin werden und gab ihre Karriere auf, weil ihr Mann das von ihr verlangte. Er verbot ihr auch, mit ihrem kranken Baby zum Arzt zu gehen. Nachdem der Vater der Männer an Diabetes gestorben war, nachdem die Söhne eine Insulinbehandlung verweigerten, wurden Ron und Dan von der mormonischen Hauptkirche ausgeschlossen. Sie schlossen sich der fundamentalistischen „Schule der Propheten“ des „Propheten Onias“ an. Brenda Lafferty untersagte ihrem Mann die Teilnahme.

## Prophet Onias

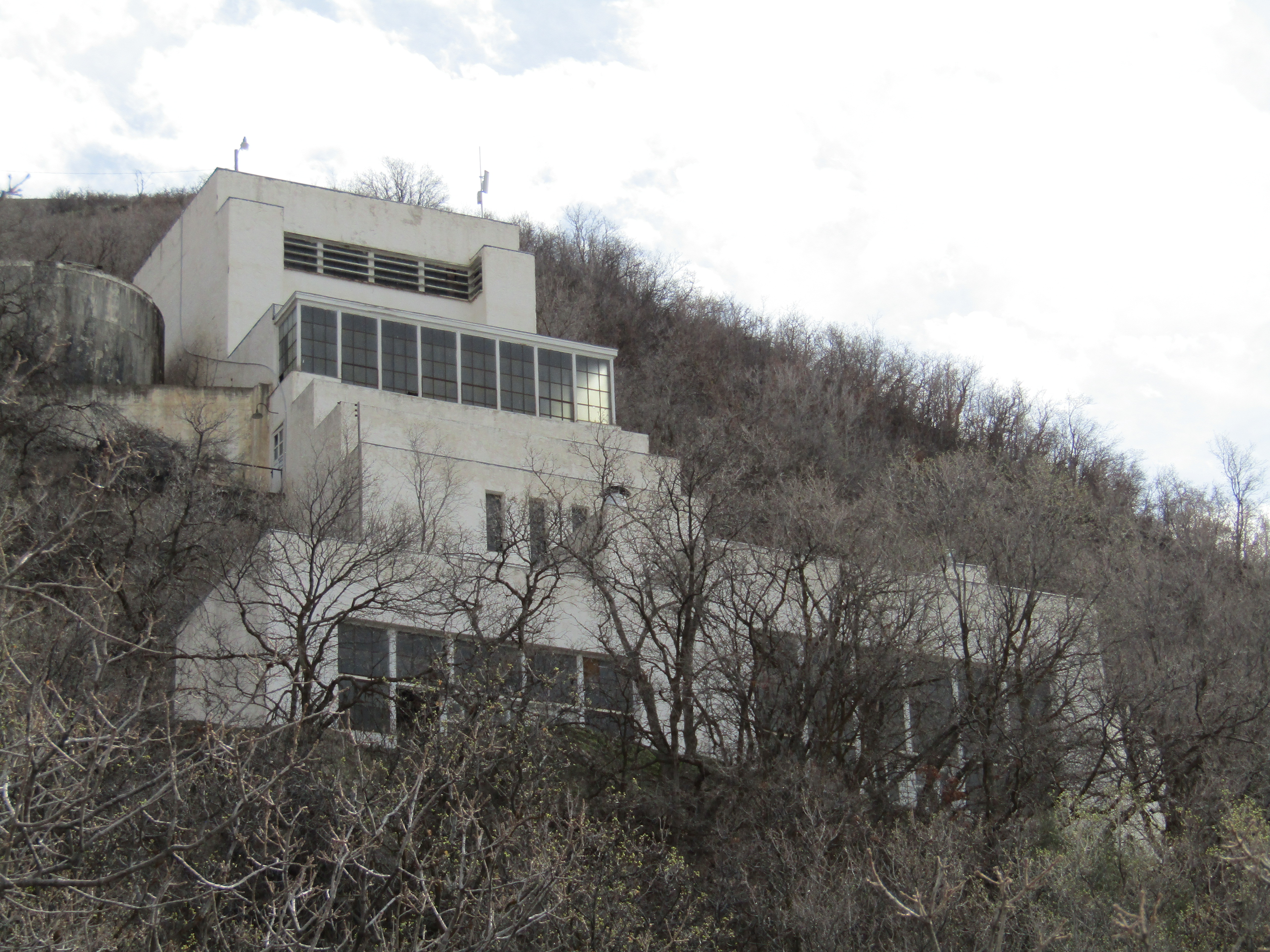
Eingang zur Dream Mine in Salem, Utah; Anteile an ihr wollten die Lafferty-Brüder verkaufen

Der mormonische Fundamentalistenführer Robert Crossfield  publizierte 1968 ein „Buch des Onias“, in dem er besonders den Verzicht auf die Polygynie durch die Führung der Mormonenkirche als Abfall vom Glauben verdammte, 1978 kam die Priesterweihe von Schwarzen hinzu. Er freundete sich mit den Lafferty-Brüdern an, mit denen er zunächst eine gemeinsame Investition in eine Mine plante. Seit Anfang 1984 trafen sie sich regelmäßig, die Laffertys unterstützten Crossfield beim Verschicken seiner Pamphlete an hohe mormonische Funktionsträger. Ron Lafferty lernte unter Anleitung Crossfields, „Offenbarungen“ am Computer zu empfangen, seine Frau hatte sich von ihm getrennt und war mit den Kindern nach Florida gezogen. Ende März 1984 erhielt er die „Offenbarung“, Brenda Lafferty und ihre gemeinsame drei Jahre alte Tochter Erica sowie Brendas Freundin Chloe Low und deren Ehemann Richard Stowe, die in der örtlichen Mormonengemeinde hohe Funktionen innehatten, seien zu töten. In der „Offenbarung“ wurde Orrin Porter Rockwell als Vorbild genannt.
Niemand, auch nicht ihr Mann Allen, warnte Brenda Lafferty vor dem möglichen Mord. Die Brüder Ron und Dan reisten zunächst durch den Westen der USA und Kanadas zu mehreren Fundamentalistengemeinden. Am 24. Juli 1984 kehrten sie nach American Fork zurück, setzten die „Offenbarung“ um und ermordeten Brenda Lafferty und deren dreijährige Tochter Erica, die nach den Worten Ron Laffertys ein „Kind des Verderbens“ war. Am „Pioneer Day“, dem 24. Juli, fuhren sie zum Haus der Familie Brendas. Sie schlugen Brenda zunächst mit Fäusten und schnitten ihr schließlich die Kehle durch, auch Erica schnitten sie den Hals durch. Sie verließen den Tatort und wurden am 7. August 1984 im Casino Circus Circus in Reno verhaftet.

## Verfahren
1985 fand das erste Gerichtsverfahren gegen Ron Lafferty in Provo statt, das mit einem Schuldspruch wegen Mordes endete. Ein Plädoyer auf Unzurechnungsfähigkeit lehnte Ron Lafferty ab. Das Zehnte Bundesberufungsgericht in Denver hob dieses Urteil aber 1992 auf, weil das Gericht in Provo die Realitätstüchtigkeit des Angeklagten falsch eingeschätzt habe. Die Geschworenen der neuen Verhandlung befanden Ron 1996 wieder des Mordes schuldig, das Gericht verurteilte ihn am 31. Mai zum Tod durch ein Erschießungskommando. Als Ron und Dan im Dezember 1984 gemeinsam eingesperrt waren, versuchte Ron, Dan mit einem Handtuch zu erdrosseln, was aber misslang.
Ron Lafferty legte mehrere Widersprüche gegen seine Todesstrafe ein und starb vor ihrer Vollstreckung im Gefängnis an einer Krankheit. Dan Lafferty verbüßt weiterhin seine lebenslange Haftstrafe.

## Verfilmung
- Mord im Auftrag Gottes (Miniserie):
- Mord im Auftrag Gottes bei Disney+
- Mord im Auftrag Gottes bei Hulu
- Lafferty-Morde bei Fernsehserien.de